# Hagen Keller (Fotograf)
Hagen Keller (* 4. April 1968 in Bad Langensalza, Thüringen) ist ein deutscher Fotograf, Drehbuchautor und Regisseur.
Hagen Keller schrieb das Drehbuch und führte Regie beim Kinofilm Meer is nich. Neben seiner Arbeit als Regisseur ist er bekannt für Schauspielerportraits und Standfotografie bei Film- und Fernsehproduktionen. Unter anderem fotografierte er die Szenenfotos und Plakate für den Oscar-Gewinner Das Leben der Anderen von Florian Henckel von Donnersmarck, mit dem er zusammen in einer Klasse an der Hochschule für Fernsehen und Film studiert hat.

## Leben
Keller ist aufgewachsen in Weimar. Weil er den Wehrdienst in der DDR verweigerte, wurde Keller nicht zum Abitur zugelassen. Er machte eine Lehre zum Kellner und hielt sich mit Jobs (u. a. Heizer, Zimmermann, Museumswärter, Krankenpfleger) über Wasser. Später konnte er sein Abitur durch ein Abendstudium nachholen. Nach dem Mauerfall studierte Keller zunächst Übersetzer für die Sprachen Portugiesisch und Russisch in Leipzig und Lissabon, bis er 1993 für das Fotografiestudium nach München zog.
Dort studierte er von 1993 bis 1996 an der Staatlichen Fachakademie für Fotodesign München mit Abschluss Fotodesigner. Anschließend im Jahr 1997 begann Keller ein Regie- und Drehbuchstudium an der Hochschule für Fernsehen und Film München (HFF) und schloss mit Diplom ab.
Von 2003 bis 2009 wurden Kellers Filmprojekte unter dem Dach der ostlicht filmproduktion; Keller, Lenz, Schwab GbR entwickelt und realisiert, dessen Mitbegründer er war.
Nach seinem preisgekrönten Kurzfilm „Djen Prischjol“ 2004 kam Hagen Keller mit der „Coming-of-Age“-Geschichte Meer is nich 2008 in die Kinos und gewann mit Elinor Lüdde als beste Nachwuchsschauspielerin den Bayerischen Filmpreis.
Hagen Keller ist seit 1996 als freischaffender Fotograf tätig und unterrichtet seit 2001 visuelles Erzählen, Film und Fotografie an der Hochschule für Fernsehen und Film München. Außerdem unterrichtet er an der Macromedia Hochschule für Medien und Kommunikation und Hochschule für angewandte Wissenschaften München.
Hagen Keller lebt und arbeitet in München. Er ist verheiratet mit der Künstlerin Leonie Felle. Gemeinsam arbeiten sie an freien Projekten in den Bereichen Film, Fotografie, Kunst und Musik. Seit 2009 tritt Hagen Keller, an der Gitarre und Akkordeon, mit Leonie Felle und ihrer Band „Leonie singt“ regelmäßig auf. Bislang veröffentlichte die vierköpfige Musikgruppe zwei Alben beim Münchener Independent-Label Gutfeeling Records.

## Filmografie
- 1998: Long Division (Kurzfilm; Regie, Drehbuch, Schnitt)
- 1999: Alia (Kurzfilm; Drehbuch und Regie)
- 2000: Radiotel Monaco Tijuana (Kurzfilm; Drehbuch und Regie)
- 2004: Djen Prischjol (Kurzfilm; Drehbuch und Regie)
- 2008: Meer is nich (Drehbuch und Regie)

## Auszeichnungen

### Preise
- 2008: „Der Junge Löwe“ – Jugendkritikerpreis 12+ des Hachenburger Filmfests für „Meer is nich“[7]
- 2008: Bayerischer Filmpreis in der Kategorie beste Nachwuchsdarstellerin für Elinor Lüdde für „Meer is nich“[8]
- 2004: Hochschulpreis der Bauhaus-Universität Weimar für „Djen Prischjol - der Tag verging“

### Nominierungen und Teilnahmen bei Filmfestivals
Neben den Prämierungen waren die Filme von Hagen Keller unter anderem nominiert für den Goldenen Spatz in der Kategorie Jugendfilm, dem Babelsberger Medienpreis, für den Starter Filmpreis München und mit Philipp Kirsamer für den Deutschen Kamerapreis.
Hagen Kellers Filme waren auf mehreren nationalen und internationalen Filmfestivals zu sehen:
- 25. Filmfestival „Max Ophüls Preis“, Saarbrücken, Deutschland
- 41. Internationale Hofer Filmtage, Deutschland
- 5. Landshuter Kurzfilmfestival, Dynamo Kurzfilm, Deutschland
- Sehsüchte / 33. Internationales Studentenfestival Potsdam, Deutschland
- International Film Festival Rotterdam, Niederlande
- 10th International Student Film Festival Tel Aviv, Israel
- Festival européen du film court de Brest, Frankreich
- Tiblisi International Film Festival, Tiblisi, Georgien

## Standfotografie für Fernseh- und Filmproduktion
Hagen Keller arbeitet seit 2004 regelmäßig als Standfotograf für Kinoverleihe (Kinowelt, Buena Vista Entertainment, Universal, NFP u. a.), Filmproduktionen (X-Filme Wiedemann und Berg, Bavaria u. a.) und Fernsehsender (ARD, BR, ZDF).
- 2019: Tatort - „Unklare Lage“
- 2018: Kinofilm „Relativity“
- 2018: Polizeiruf 110 - Das Gespenst der Freiheit
- 2017: Tatort - „Hardcore“
- 2017: „Das Gespenst“, BR Polizeiruf
- 2016: Tatort - „Der Tod ist unser ganzes Leben“
- 2016: Kinofilm „Unter deutschen Betten“
- 2016: Tatort - „Die Wahrheit“
- 2015: Tatort - „Das Recht, sich zu sorgen“
- 2013: Ein Kluftingerkrimi - „Seegrund“
- 2013: Kinofilm „Lauf Junge lauf“
- 2012: Tatort - „Macht und Ohnmacht“
- 2012: „Familie Sonntag auf Abwegen“
- 2011: Ein Kluftingerkrimi - „Milchgeld“
- 2012: Kinofilm „Puppe“
- 2011: Miniserie „Wilde Wellen“
- 2011: Kinofilm „Papa allein zu Haus“
- 2009: Kinofilm „Hinter Kaifeck“
- 2008: Kinofilm „Friedliche Zeiten“
- 2007: Kinofilm „Kein Bund für’s Leben“
- 2006: Kinofilm „Das Leben der Anderen“
- 2005: Kurzfilm „Kalte Haut“
- 2004: „Bei hübschen Frauen sind alle Tricks erlaubt“
- 2001: Kurzfilm „Am See“